# Forest City (Pennsilvània)
Forest City és una població dels Estats Units a l'estat de Pennsilvània. Segons el cens del 2000 tenia 1.855 habitants.

## Demografia
Segons el cens del 2000, Forest City tenia 1.855 habitants, 790 habitatges, i 454 famílies. La densitat de població era de 795,8 habitants per quilòmetre quadrat.
Dels 790 habitatges en un 24,3% hi vivien nens de menys de 18 anys, en un 38,5% hi vivien parelles casades, en un 13,9% dones solteres, i en un 42,5% no eren unitats familiars. En el 40% dels habitatges hi vivien persones soles el 26,6% de les quals corresponia a persones de 65 anys o més que vivien soles. El nombre mitjà de persones vivint en cada habitatge era de 2,16 i el nombre mitjà de persones que vivien en cada família era de 2,87.
Per edats la població es repartia de la següent manera: un 19,9% tenia menys de 18 anys, un 5,7% entre 18 i 24, un 23,7% entre 25 i 44, un 18,8% de 45 a 60 i un 31,9% 65 anys o més.
L'edat mediana era de 46 anys. Per cada 100 dones de 18 o més anys hi havia 75,7 homes.
La renda mediana per habitatge era de 26.766 $ i la renda mediana per família de 35.625 $. Els homes tenien una renda mediana de 27.778 $ mentre que les dones 18.295 $. La renda per capita de la població era de 15.774 $. Entorn del 7,2% de les famílies i el 13,4% de la població estaven per davall del llindar de pobresa.

## Poblacions més properes
El següent diagrama mostra les poblacions més properes.